# Seizō Katō
Seizō Katō (jap. 加藤 精三 Katō Seizō; ur. 14 lutego 1927 w Tokio, zm. 17 stycznia 2014 tamże) – japoński seiyū, aktor dubbingowy i narrator, pracujący dla agencji Tokyo Actor’s Consumer’s Cooperative Society. Jego znakiem rozpoznawczym był niski głos.
Zmarł w 2014 roku w wieku 86 lat na raka pęcherza moczowego.

## Wybrana filmografia

### Anime
- 1965: Kimba, biały lew – Totto
- 1977: Chōdenji Machine Voltes V – doktor Hamaguchi
- 1978: Wojna planet – Sosai Z
- 1984: Pięść Gwiazd Północy – Barcom
- 1996–2014: Detektyw Conan – Kiyonaga Matsumoto
- 2007: Gekijōban Naruto shippūden – Mōryō
- 2008: Golgo 13 – Jerome Knight
- 2010: Panty & Stocking with Garterbelt – Mestron